# Altstadt (Stralsund)
Altstadt ist ein Stadtgebiet im Zentrum von Stralsund. Es ist in die Stadtteile Altstadt, Hafeninsel und Bastionengürtel gegliedert. Große Teile dieses Stadtgebiets gehören zum UNESCO-Welterbe „Altstädte von Stralsund und Wismar“ und zahlreiche der in der Liste der Stralsunder Baudenkmale als unter Denkmalschutz stehend aufgeführten Gebäude befinden sich hier. Das Stadtgebiet umfasst eine Gesamtfläche von ca. 97 Hektar. Im Jahr 2022 lebten hier 6.083 Menschen.

OSM-Karte des Stadtgebiets Altstadt (2023)

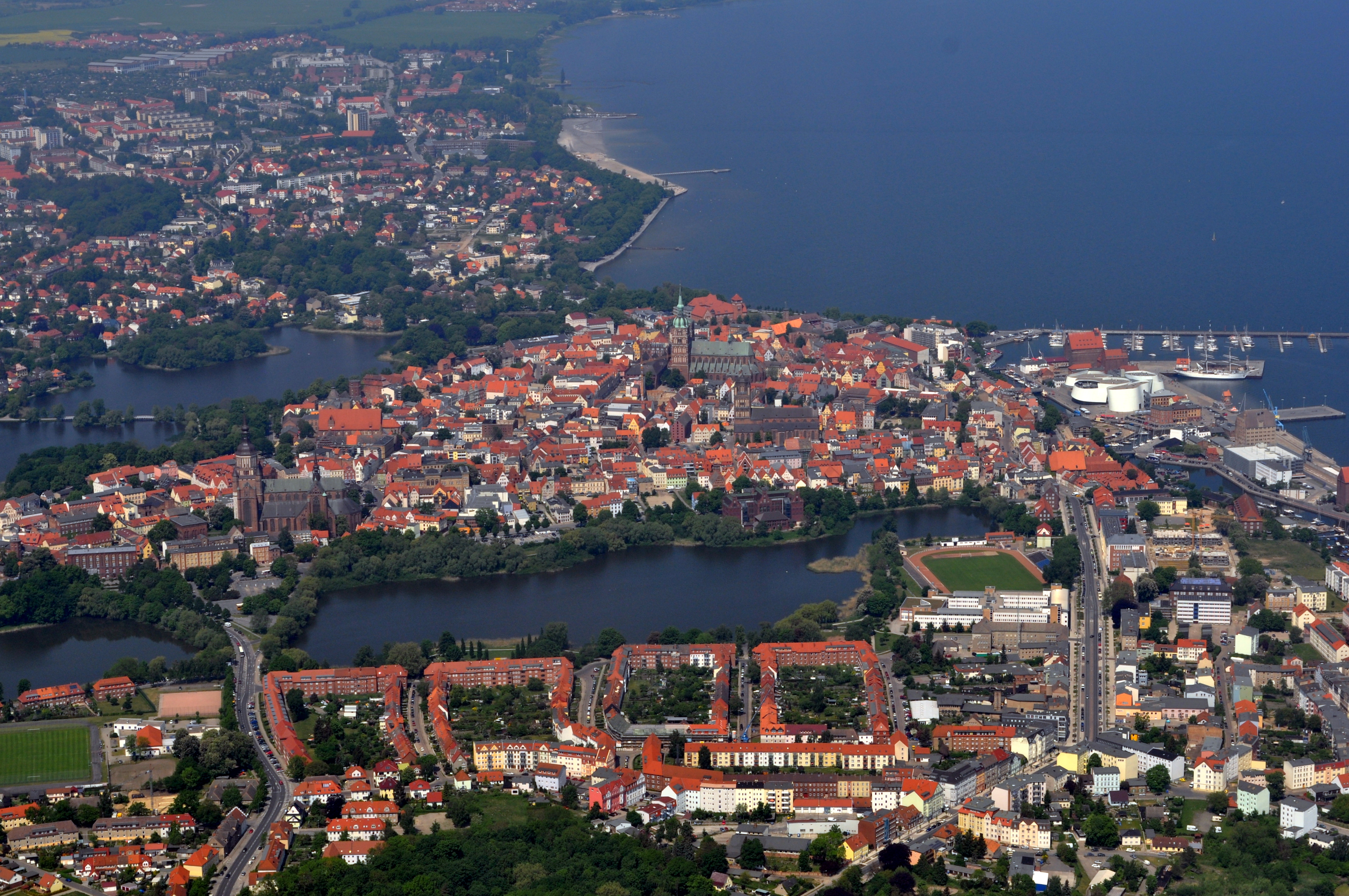
Stadtgebiet Altstadt mit den Stadtteilen Altstadt, Hafeninsel und Bastionengürtel, im Vordergrund Stadtgebiet Franken, rechts der Strelasund (2011)

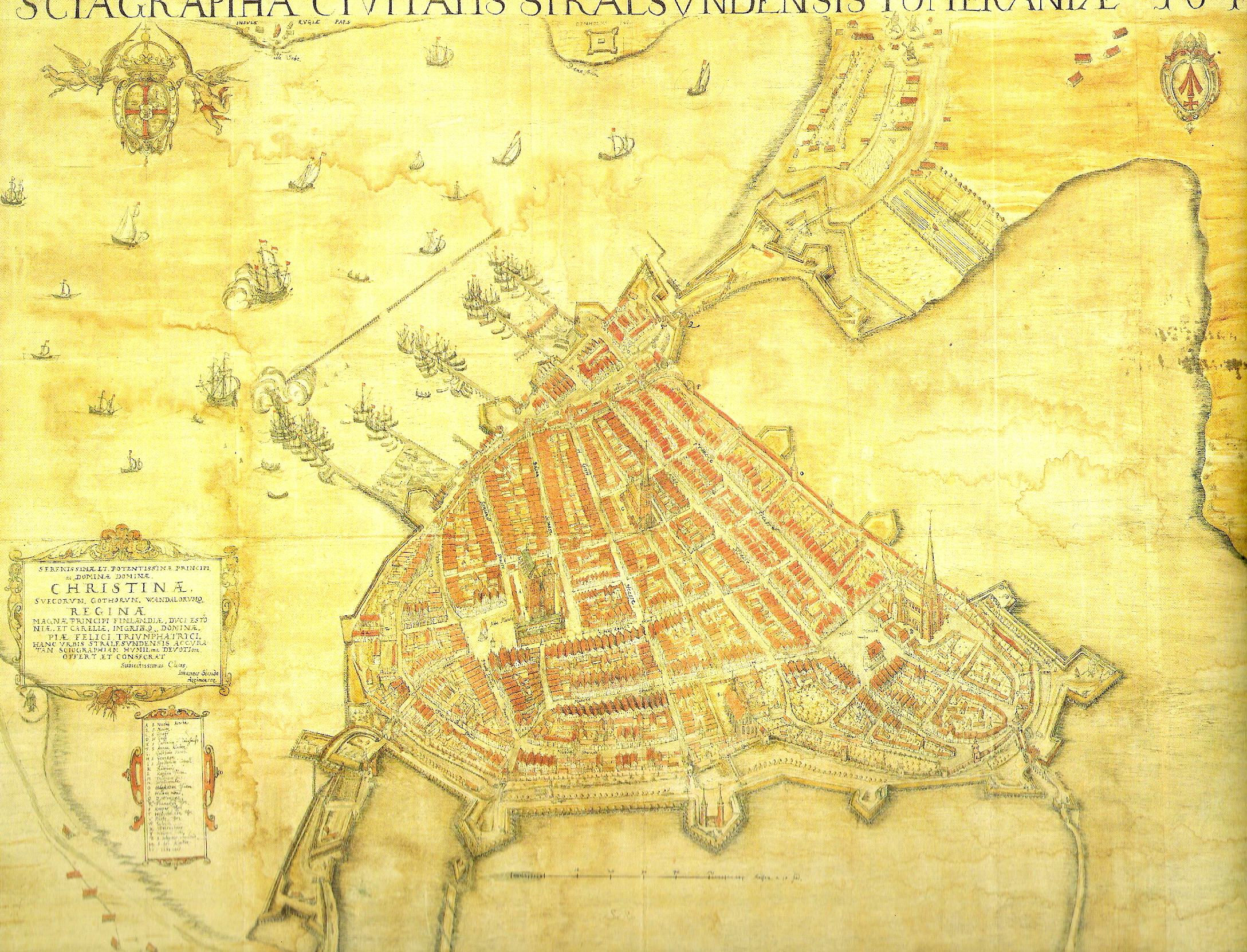
Sciagrapiha civitatis Stralsundensis Pomerania 1647, Plan der Stadt im Jahr 1647

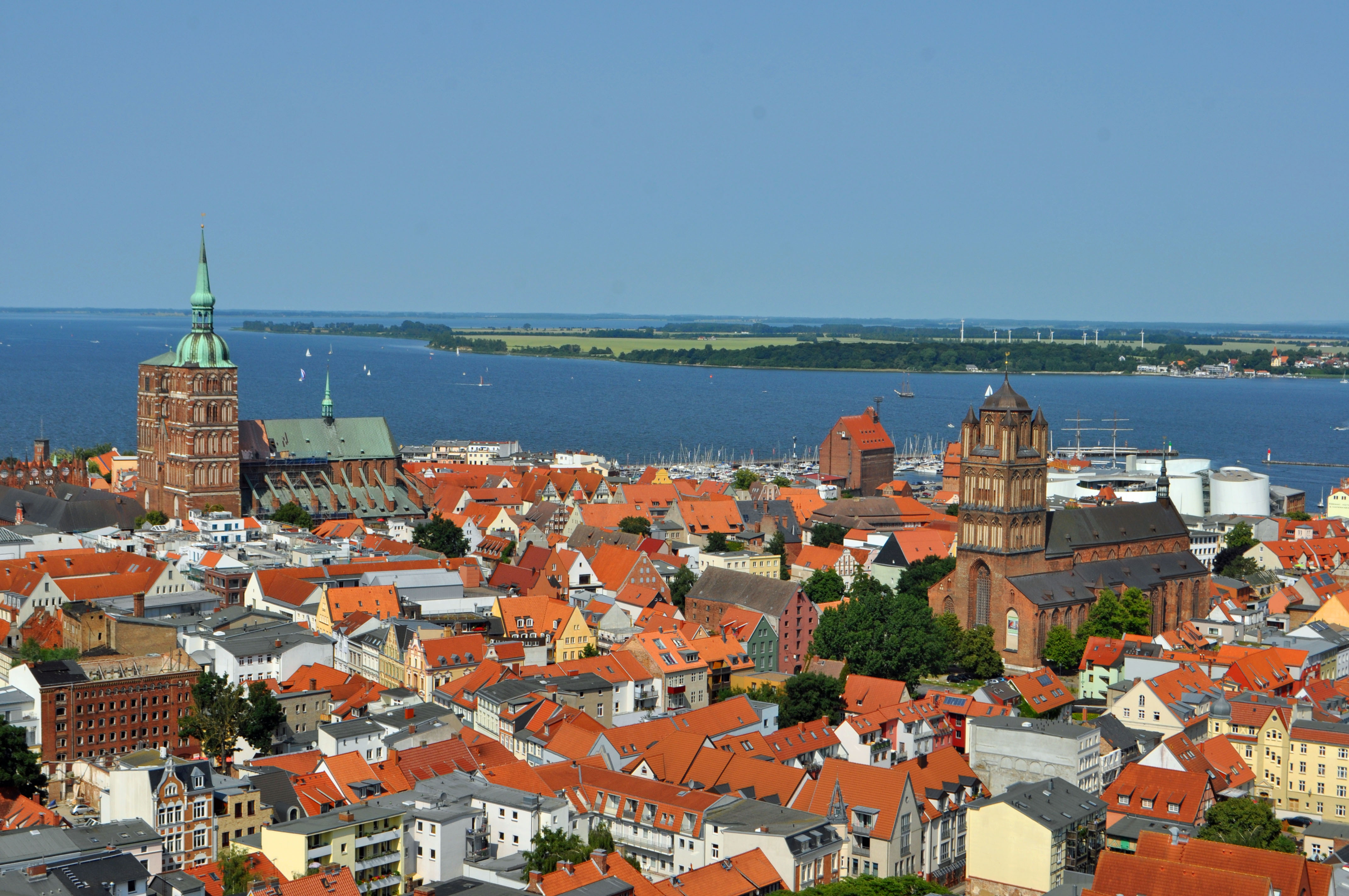
Blick auf einen Teil der Altstadtinsel (2013)

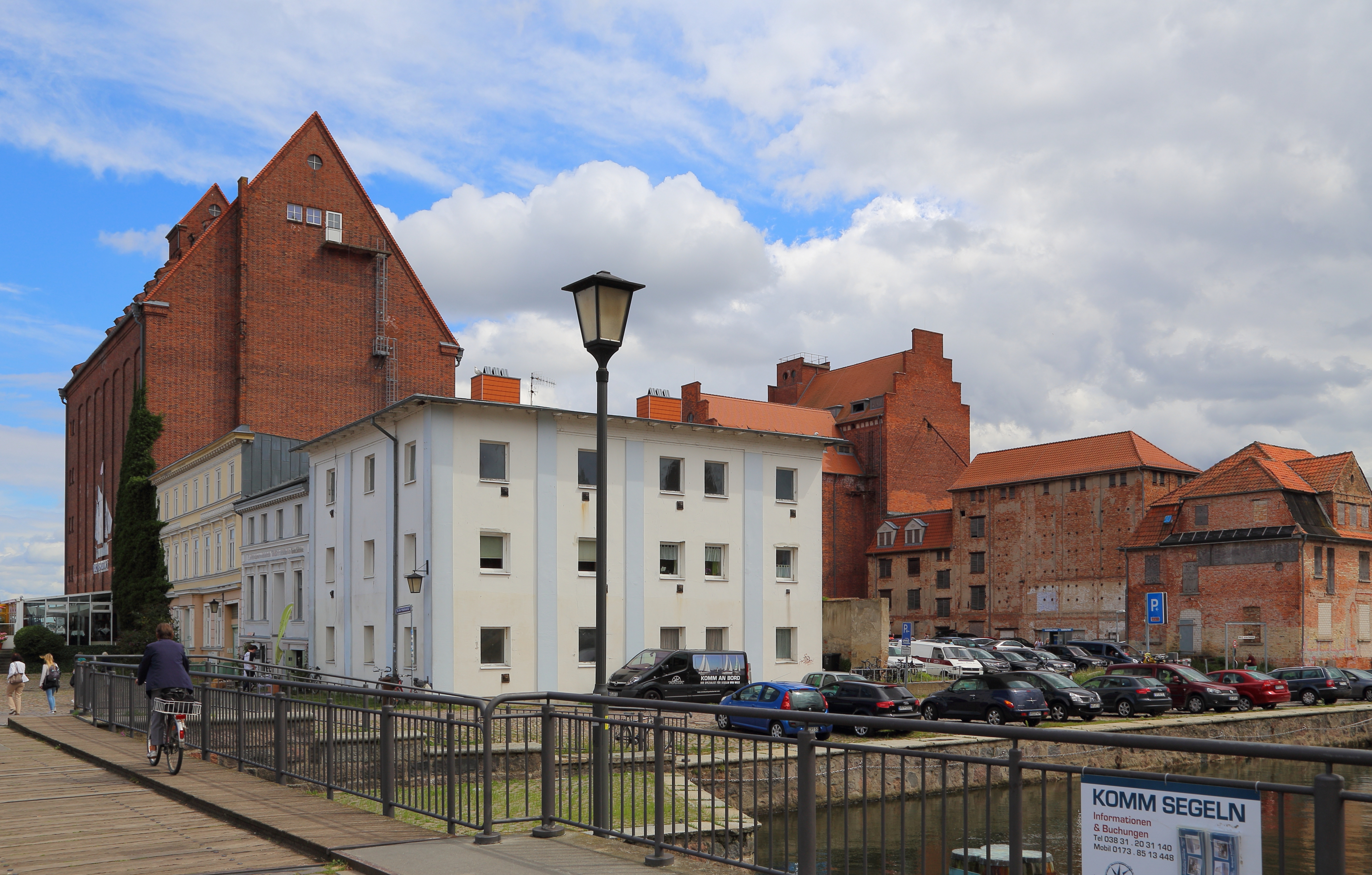
Blick auf die Hafeninsel (2016)

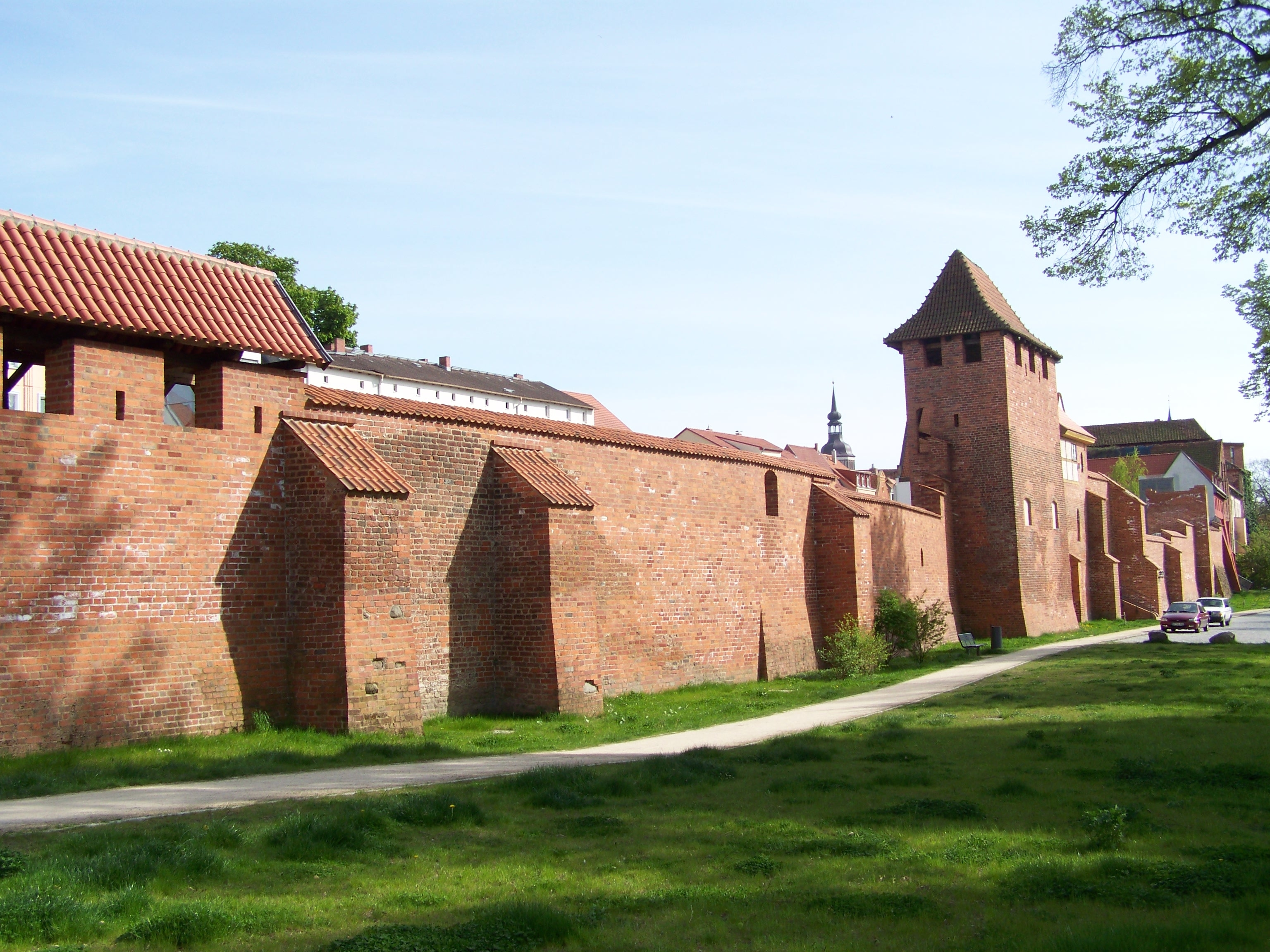
Ein Teil der Stadtmauer nahe der Hospitaler Bastion (2008)

## Geschichte
Die Anlage der Siedlung, die heute Stralsund ist, geschah im 13. Jahrhundert an einer Stelle, die zum einen einen Zugang zum Meer bot, zum anderen wegen der landwärts gelegenen Sümpfe und Teiche  einen natürlichen Schutz vor Angriffen von dort bot. Diese Insellage des heute Altstadt genannten Stadtgebiets ist auch heute noch gut erkennbar. Begrenzt wird es im Norden und Osten durch den Strelasund, im Westen durch den Knieperteich, im Südwesten und Westen durch den Frankenteich. Der Stadtteil Altstadt ist im Süden, Westen und Norden vom Stadtteil Bastionengürtel und im Osten vom Stadtteil Hafeninsel umgeben.
Der älteste Bereich der Stadt ist das Gebiet der nördlichen Altstadt, rings um die St.-Nikolai-Kirche. Am 31. Oktober 1234 verlieh Wizlaw I. der Siedlung Stralow die Stadtrechte. Eine erste Erweiterung erfuhr die Stadt dann mit dem Gebiet bis zur Papenstraße und dem Apollonienmarkt. Als Neuanlage wurde das Gebiet rund um die St.-Marien-Kirche im Südwesten angelegt; diese Neustadt taucht im Jahr 1256 erstmals in Urkunden auf. Manche Historiker vermuteten hier eine kurzzeitig parallel existierende Stadt namens Schadegard. Der jüngste Stadtbereich ist das im Südosten gelegene Gebiet etwa zwischen Lobshagen, Papenstraße und dem Frankenwall. Dass die Stadt sich schnell entwickelte beweisen auch die drei großen Pfarrkirchen, die um 1300 für christliche Gottesdienste genutzt wurden. Die städtische Bebauung war noch nicht geschlossen, auf dem Stadtgebiet existierten auch Weiden und Äcker. Bis in die Mitte des 19. Jahrhunderts blieb die Altstadt das eigentliche Stadtgebiet Stralsunds, wobei die Stadt von Anfang an Güter und Grundbesitz auch außerhalb ihrer Grenzen erwarb. In der zweiten Hälfte des 19. Jahrhunderts wurden einige Bürgerhäuser abgerissen zugunsten der Neubauten von Bankgebäuden, Kaufhäusern, Hotels, eines Postamtes, Schulen, eines Krankenhauses und Verwaltungsgebäuden. Die Straßen und Gehwege wurden nun mit Kopfsteinpflaster und Granitplatten befestigt.
Die Bastionen waren Bestandteil der Stralsunder Stadtbefestigungen und dienten dem Schutz der Stadt. Der ab 1261 begonnene Bau der Befestigungen rund um Alt- und Neustadt wurde Ende des 13. Jahrhunderts fertiggestellt. Elf Stadttore entstanden. Viele der Befestigungen wurden in der zweiten Hälfte des 19. Jahrhunderts abgebrochen, als erstes Stadttor wurde ab 1853 das Heilgeisttor abgerissen, bis 1881 waren auch Franken-, Fähr-, Baden- und Hospitalertor sowie das Tribseer Tor abgebrochen worden. Das im Zweiten Weltkrieg beschädigte Semlower Tor wurde 1960 abgerissen. Letztlich blieben nur zwei Stadttore erhalten. Die ehemalige Stadtmauer zwischen Kütertor und Mönchstraße wurde in den 1970er Jahren zu einem Projekt der Denkmalpflege.
Vor den seeseitigen Toren befanden sich noch im 19. Jahrhundert Werften auf der Lastadie, diese wurden bis 1860 an den Frankenstrand im heutigen Stadtgebiet Franken verlegt. Der Ausbau der Gegend der heutigen Hafeninsel begann in der zweiten Hälfte des 19. Jahrhunderts, damals nannte man den Bereich die Hafenvorstadt. Beim Ostseesturmhochwasser 1872 wurde das Hafengebiet schwer geschädigt. Nach der 1873 per Reichsgesetz vorgenommenen Entfestung wurde der Bereich der Hafeninsel künstlich angelegt. 
Beim Bombenangriff auf Stralsund am 6. Oktober 1944 wurden weite Teile der Altstadt zerstört oder beschädigt. Die Beseitigung der Trümmer dauerte auch noch nach dem Ende des Zweiten Weltkriegs an. Einige zerstörte Gebäude wurden nicht wieder hergestellt. In der Zeit der DDR wurde im Rahmen des Wohnungsbauprogramms vor allem außerhalb der Altstadt neu gebaut, viele Gebäude der Altstadt verfielen zusehends. in den 1950er Jahren gab es erste Ansätze der städtebaulichen Denkmalpflege. Teils wurden Baulücken mit Plattenbauten geschlossen, ab Ende der 1970er Jahre wurden auch einige Häuser modernisiert oder rekonstruiert. Dennoch verfiel die Bausubstanz weiter und zahlreiche Gebäude wurden abgerissen, obwohl Stralsunds Innenstadt in den 1970er Jahren als Flächendenkmal unter Denkmalschutz gestellt wurde. Bemühungen, die Altstadt in das UNESCO-Welterbe aufnehmen zu lassen, wurden letztlich aus finanziellen Erwägungen verworfen.
Erst nach dem Zusammenbruch der DDR konnte die Altstadt tatsächlich saniert und einzelne Häuser konnten unter Denkmalschutz gestellt werden. Anfang 1990 wurde die Stadt mit in das Förderprogramm Modellvorhaben der Stadterneuerung aufgenommen. An etwa 300 Gebäuden wurden Sicherungsmaßnahmen vorgenommen, nach und nach, teilweise erst Jahre später, wurden diese dann saniert.
Im Juni 2002 wurde das Ensemble der Altstadt zum UNESCO-Welterbe „Altstädte von Stralsund und Wismar“ erklärt.
Es entstanden auch einige neue Häuser in den Quartieren der Altstadt und über 400 private Modernisierungsmaßnahmen wurden durchgeführt. Auf der Hafeninsel wurde im Jahr 2008 das Ozeaneum Stralsund eröffnet.

## Stadtteile
Das Stralsunder Stadtgebiet Altstadt ist in die Stadtteile Altstadt, Hafeninsel und Bastionengürtel gegliedert.

### Altstadt
Das Gebiet des Stadtteils Altstadt erklärt die „Stadtverordnung über die Ausweisung des Denkmalbereiches “Altstadt Stralsund”“ vom 19. November 1994 als räumlich begrenzt durch „die Uferlinie am Strelasund, beginnend in Höhe der nordwestlichen Grundstücksgrenze der Schillanlagen, bis zum Ansatzpunkt der Nordmole, die Uferkante von Ippenkai und Fähranleger und die stadtseitige Uferkante des Fähr-, Semlower-, Baden-, Heilgeist- und Langen-Kanals, die Verbindungslinie zwischen Flotthafen und Frankenteich entlang der nördlichen Kante der Straße “Frankenhof” und der Zufahrt zum Stadion, die südliche Uferlinie des Kleinen Frankenteiches und des Großen Frankenteiches, die westliche Uferlinie des Knieperteiches bis zur Sarnowstraße sowie die Verbindungslinie zwischen Knieperteich und Strelasund-Ufer entlang der nordwestlichen Grundstücksgrenze der Schillanlagen“.
Die „Denkmal–Verordnung “Altstadt Stralsund”“ von 1994 erklärt den überlieferten historischen Stadtgrundriss sowie das überlieferte historische Erscheinungsbild als geschützt im Sinne der Bestimmungen des Denkmalschutzgesetzes des Landes Mecklenburg-Vorpommern in der jeweils gültigen Fassung.

### Hafeninsel
Das Gebiet des Stadtteils Hafeninsel wird durch die „Stadtverordnung über die Ausweisung des Denkmalbereiches „Hafeninsel“ in Stralsund“ bestimmt als begrenzt „im Norden von der Kaikante an der Fährbrücke mit Steinklappe sowie der Kaikante der Ballastkiste“, „im Osten von den Kaikanten am Hansakai, an der Fischbrücke, am Schwedenkai und am Südkai“, „im Süden von der nördlichen Seite der Hafenstraße“ sowie „im Westen von den Wasserflächen von Langen-, Heilgeist-, Quer-, Baden-, Semlower– und Fährkanal mit den jeweiligen Brücken, vom Flotthafen und von den westlichen Flurstücksgrenzen“.
Die „Denkmalverordnung „Hafeninsel““ rklärt den historischen Hafengrundriss und das überlieferte historische Erscheinungsbild als geschützt im Sinne der Bestimmungen des Denkmalschutzgesetzes des Landes Mecklenburg-Vorpommern in der jeweils gültigen Fassung.

### Bastionengürtel
Der Stadtteil Bastionengürtel wird in der „Gestaltungssatzung“ der Stadt definiert als zwischen der Grenze des Stadtgebietes Altstadt „an Frankenteich, Knieperteich und Strelasund außen und der Grenze [des Stadtteils Altstadt] an Franken-, Knieper- und Fährwall innen von der Badstüberstraße bis zur Johannischorstraße und dem mittleren Teil der Seestraße“.

## Einwohner
| Jahr | Altstadt (gesamt) | Altstadt | Bastionen- gürtel | Hafen- insel | Stralsund (gesamt) |
| ---- | ----------------- | -------- | ----------------- | ------------ | ------------------ |
| 1990 | > 6.000           |          |                   |              |                    |
| 1992 | 5.061             | 4.626    | 367               | 68           | 70.851             |
| 1996 | 3.367             | 3.031    | 305               | 49           | 65.386             |
| 2000 | 3.459             | 3.237    | 185               | 37           | 60.135             |
| 2004 | 4.179             | 3.992    | 147               | 40           | 58.283             |
| 2008 | 4.844             | 4.668    | 152               | 24           | 57.081             |
| 2012 | 5.504             | 5.213    | 269               | 22           | 57.415             |
| 2016 | 6.061             | 5.754    | 282               | 25           | 59.139             |
| 2020 | 6.145             | 5.829    | 382               | 14           | 59.290             |

## Grabungsschutzgebiet Altstadt Stralsund
Unter der Bezeichnung „Grabungsschutzgebiet „Altstadt Stralsund““ hat die Stadt Stralsund ein Gebiet der Altstadtinsel, der Hafeninseln und Teile der historischen nördlichen und südlichen Vorstadt ausgewiesen.